# Rosieresita
La rosieresita és un mineral de la classe dels fosfats. Rep el nom de Rosières, a França, la seva localitat tipus.

## Característiques
La rosieresita és un fosfat hidratat amorf d'alumini, plom i coure. Sembla tractar-se d'una substància antropogènica que es forma a les antigues parets dels túnels de la mina. La seva duresa a l'escala de Mohs oscil·la entre 3 i 3,5.
Segons la classificació de Nickel-Strunz, la rosieresita pertany a «08.DF: Fosfats només amb cations de mida mitjana, amb proporció: (OH, etc.):RO₄ > 3:1» juntament amb els següents minerals: hotsonita, bolivarita, evansita, liskeardita, rusakovita, liroconita, sieleckiïta, calcofil·lita, parnauïta i gladiusita.

## Formació i jaciments
Va ser descoberta a Rosières, a la localitat de Carmauç, al departament de Tarn (Occitània, França). També ha estat descrita a la localitat de Huelgoat, a la regió de Bretanya. Aquests dos indrets són els únics de tot el planeta on ha estat descrita aquesta espècie mineral.